# Possessed (démo)
Pour les articles homonymes, voir Possessed.
Albums de Gojira
Victim
(1996) Saturate
(1999)
Possessed est la deuxième démo du groupe de death metal français Gojira.
Elle a été enregistrée en avril 1997 au studio Antéa (Bordeaux). Elle a été remasterisée par Laurentx Etxemendi au Studio des Milans (Ondres), et rééditée par Gabriel Editions en 2003.
À cette époque, le groupe s'appelle encore Godzilla, et évolue dans un style Death metal old-school (excepté le dernier morceau).
On peut noter que, dans la chanson Possessed, on entend un extrait du film "L'Exorciste" au début la chanson.
La pochette de l'album provient du tableau "Jason charmant le dragon", de Salvator Rosa.

## Liste des titres
| No | Titre           | Durée |
| -- | --------------- | ----- |
| 1. | Possessed       | 5:43  |
| 2. | Bleeding        | 3:15  |
| 3. | Brutal Abortion | 3:39  |
| 4. | End Of Time     | 4:26  |
| 5. | Mandragore      | 1:30  |